# Level 42
Level 42 són una banda anglesa formada a l'Illa de Wight el 1979. Van tenir diversos èxits al Regne Unit i a tot el món durant els anys vuitanta i noranta.
El seu senzill més reeixit al Regne Unit va ser «Lessons in Love», que va arribar al número tres de la llista dels senzills del Regne Unit i al número 12 al gràfic dels Estats Units Billboard Hot 100, després del seu llançament el 1986. El single anterior, «Something About You», va ser llur single més reeixit als Estats Units, i va aconseguir el número 7 del gràfic de Billboard Hot 100.
Després de molt èxit com a banda d'estudi en directe i en la dècada de 1980, el perfil comercial de Level 42 va disminuir durant els primers anys 90 després d'una sèrie de canvis de personal i de canvis musicals. Després de dissoldre's el 1994, la banda es va reformar el 2001.

## Història

### 1979–1980: Prehistòria i formació
Mark King i els germans Gould (Phil i Rowland, aquest últim conegut generalment amb el sobrenom de "Boon") van ser tots criats a l'Illa de Wight i van tocar junts en diverses bandes durant la seva adolescència. Phil Gould va estudiar a la Guildhall School of Music and Drama de Londres, on va conèixer al teclat Mike Lindup en un curs de percussió. Els dos músics van trobar que compartien herois musicals: Miles Davis, John McLaughlin, Keith Jarrett i Jan Hammer.
Cap al 1979, Phil Gould i Mark King estaven amb seu a Londres i es van implicar en el projecte pop de Robin Scott, amb el simple nom d'M. Mentre treballaven amb M, van congeniar amb el teclista afro-francès Wally Badarou, que tocava sintetitzador en la cançó número u dels Estats Units de M " Pop Muzik ". A finals de 1979, Phil Gould va presentar mútuament en Mark King i Mike Lindup, i tots van començar a tocar junts en sessions d'assajos fetes per gust, sense planificació, desenvolupant el seu propi estil de fusió jazz-funk. El guitarrista original de la banda en desenvolupament va ser Dominic Miller (més tard es va trobar amb la fama tocant amb Sting), però va ser substituït per Boon Gould, quan va tornar a treballar als Estats Units.
Inicialment, els papers instrumentals eren flexibles, amb Boon Gould també tocant la guitarra baixa i el saxofon i Lindup duplicant els teclats i la bateria. Mark King era principalment un baterista (tot i que també tocava guitarra), però recentment havia venut el seu kit de bateria per pagar el transport de tornada al Regne Unit després d'un malaurat projecte europeu. Phil Gould i Boon Gould van establir-se (respectivament) com el bateria i el guitarrista més complets del quartet; King va optar per aprendre la guitarra baixa com a alternativa. En aquell moment, King treballava en una botiga de música de Londres. Un músic molt flexible i àgil aprenent, havia observat les exhibicions dels intèrprets visitants de funk americans fent la tècnica de la guitarra baixa "thumb-slap", tot desenvolupant el seu estil en qüestió de setmanes.
La banda en gestació (en aquell moment, completament d'execució instrumental) va prendre el nom Level 42 i es va establir en una formació de treball amb King (guitarra baixa, percussió), Lindup (teclats, percussió), Boon Gould (guitarra, saxofon) i Phil Gould (bateria). El nom de la banda és una referència a la novel·la The Hitchhiker's Guide to the Galaxy de Douglas Adams, en la qual "42" és la resposta a "la pregunta final de la vida, l'univers i el tot". Havent mantingut els llaços musicals amb Wally Badarou, Phil Gould i Mark King el van acomboiar a treballar amb Level 42. Tot i que mai es va unir formalment a la banda, Badarou es convertiria en un cinquè membre en tots els aspectes: co-escriptura de cançons, interpretació de teclats i sintetitzadors en l'estudi i en coproducció dels discos.

### 1980–1983: àlbums inicials (Level 42, The Early Tapes, The Pursuit of Accidents)
Després que se'ls veiés junts, Level 42 va ser convidat a signar a Elite Records (una petita discogràfica independent) el 1980. També se'ls va animar a participar en la música vocal. Després d'haver considerat la contractació d'un cantant, el grup es va decidir a donar a King i Lindup el paper vocal. Els dos homes van desenvolupar un estil complementari, amb el falset de Lindup freqüentment utilitzat per a harmonies i cors, mentre que el profund tenor de King definia els versos (tot i que Lindup també cantaria cançons senceres de la seva autoria). Les lletres foren escrites generalment pels germans Gould mentre King, Badarou i Lindup es concentraven en la música de Level 42.
El senzill d'Elite Records "Love Meeting Love" va fer parar l'atenció de Polydor Records en la banda, amb els qui va signar el seu segon contracte de gravació. El 1981, van llançar el seu primer senzill de Polydor, "Love Games", que es va convertir en un èxit del Top 40 radiofònic. Després van tallar el seu àlbum debut aclamat per la crítica, que va ser un èxit immediat arreu d'Europa.
La banda es va establir ràpidament com a favorita dels concerts a l'escena britànica i europea del jazz-funk, per mor de l'experiència musical i les habilitats interpretatives dels quatre membres. Polydor va capitalitzar l'èxit de la banda publicant un segon àlbum, Early Tapes a darreries del mateix any. Es tractava d'una recopilació de material del període Elite Records (també es coneix el segon àlbum amb un nom alternatiu, Strategia).
El 1982, Level 42 va publicar el seu tercer àlbum The Pursuit of Accidents. Aquest va ser un nou desenvolupament de la fórmula de Level 42, mantenint les seves habilitats instrumentals de jazz-funk i estil, però també experimentant amb cançons pop. Sengles senzills de l'àlbum - "Weave Your Spell" i "The Chinese Way" - es van classificar en les llistes d'èxit. Aquest últim, en particular, es va alçar més amunt en els llistats i va aconseguir per a la banda un públic molt més ampli que abans.

### 1983–1985: Avançant cap al pop (Standing in the Light i True Colors)
Un quart àlbum, Standing in the Light, va ser llançat el 1983. Produït per Larry Dunn i Verdine White (de Earth, Wind & Fire), aquest àlbum va començar una nova era per a la banda, sent menys experimental i menys jazzístic que els lliuraments anteriors. Els va proporcionar el seu primer èxit Top 10 britànic, "The Sun Goes Down (Living It Up)". Destaca que l'àlbum no presenta temes instrumentals, la banda se centra ara en les cançons. (no llançarien un altre tema instrumental en cap l'àlbum fins al Staring at the Sun, de 1988).
L'àlbum de 1984 True Colors va continuar el desenvolupament de la banda allunyant-se del jazz funk directe, desviant estilísticament el funk, el power pop, el rock de mig ritme i les balades malenconioses. Va originar els senzills "The Chant Has Begun" i "Hot Water". Aquest últim va ser un èxit del Top 20 a Gran Bretanya i el top 5 dels Països Baixos on la banda es va fer popular (la cançó va arribar també al número 7 a Bèlgica). Durant el mateix any, Mark King va llançar el seu primer àlbum en solitari Influences, en el qual va tocar la majoria dels instruments (amb una aparició com artista convidat de Drummie Zeb d'Aswad i amb Lindup convidat als teclats addicionals).
En aquest moment, Level 42 era conegut pel seu poder com a banda en viu (presentada a l'àlbum doble en directe A Physical Presence de 1985). Per als concerts en viu, la banda va afegir el saxofonista Krys Mach, que va girar amb el grup des de 1984 fins al 1988 i va contribuir a alguns enregistraments d'àlbums.

### 1985–1987: fama mundial (World Machine i Running in the Family) i escissió de la formació original

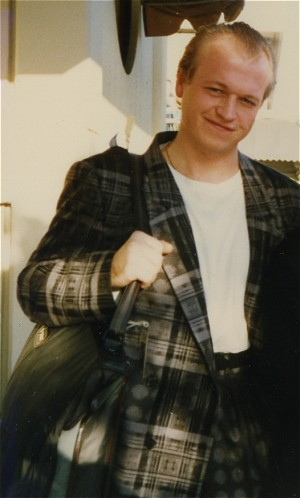
Mark King -baix i percussió- a l'entrada d'un hotel de San Francisco, Califòrnia (gener 1986)

Per aquesta època, la banda estava ben establerta en el seu so principal pop / R&B, com es demostra en el seu proper àlbum d'estudi, World Machine, llançat posteriorment el 1985. L'hàbil execució de baix de King i els ritmes maquinaris dels teclats de Lindup i Badarou eren com a plantilles de cançons pop com ara "Something About You" i "Leaving Me Now", que van ser tots dos Top 20 del Regne Unit (ensems Top 40 dels Països Baixos).
Significativament, "Something About You" també va ser el primer (i únic) Top 10 dels Estats Units l'any següent; també assolint el Top 5 de Canadà i el Top 20 d'Itàlia i Nova Zelanda. "Leaving Me Now" va ser el segon èxit d'aquest àlbum, que va assolir el número 15 del Regne Unit, però va tenir menys èxit a Europa. Els elements d'arrels musicals del grup Level 42 encara es podrien trobar al funky "Coup d'État" i "Dream Crazy" de la versió britànica de l'àlbum, així com una llarga pista instrumental anomenada "Hell", que també es va gravar durant les sessions de World Machine (aquesta darrera pista no va veure la llum del mercat musical fins a principis dels anys 2000 com a descàrrega MP3 al Napster original).

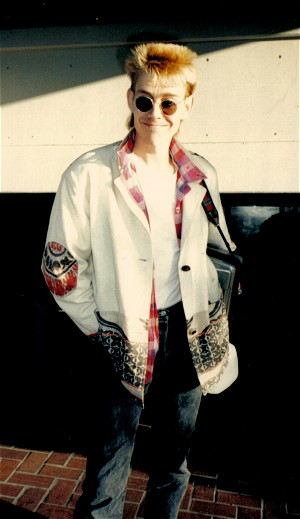
Phil Gould, bateria de L42 en San Francisco, gener de 1986

World Machine va obtenir crítiques positives per part de la crítica, amb el periodista d'AllMusic William Cooper, en una crítica retrospectiva, descrivint-la com "un dels àlbums pop més fins de mitjans dels anys 80". Durant la gravació de l'àlbum, les tensions entre Phil Gould i Mark King van començar a aparèixer sobre la direcció musical, la producció i la seva relació personal. Aquest xoc va provocar que Gould deixés la banda durant una setmana. El bateria d'Allan Holdsworth, Gary Husband, es va plantejar com a possible reemplaçament, però la disputa de Gould i King es va reparar posteriorment i el grup va continuar gaudint del seu major èxit fins a la data.
Llançat a principis de 1986 (i inicialment gravat per mantenir el ritme de posicions en les llistes europees de la banda mentre la banda girava pels Estats Units), "Lessons in Love" va ser un èxit internacional i es va convertir en el "singuel" més venut de Level 42. Permeté aconseguir a la banda el seu primer número u a Dinamarca, Alemanya, Suïssa i Sud-àfrica, augmentant considerablement la popularitat de la banda. També va situar-se al número 2 a Itàlia, Països Baixos i Suècia, número 3 al Regne Unit i Irlanda, número 4 a Àustria, núm. 10 a Noruega, núm. 12 als EUA el 1987, núm. 18 a Nova Zelanda i núm. 22 a França).
"Lessons in Love" es va convertir en el senzill principal de l'àlbum Running in the Family de 1987, que es va enregistrar per aprofitar-ne l'embranzida. Amb la banda ara en el punt àlgid del seu èxit, l'àlbum va afegir més brillantor al so pop polit de Level 42 (tot i afegir la inquietud de Phil Gould). Altres senzills de l'àlbum van continuar i es van basar en el perfil existent de la banda: "To Be With You Again" (núm. 6 als Països Baixos i a Irlanda), la balada "It's Over" (núm. 3 a Irlanda i núm. 7 als Països Baixos) i la pista del títol Running In The Family que hi donava títol (núm. 1 a Dinamarca, núm. 3 als Països Baixos, núm. 4 a Irlanda, núm. 5 a Suïssa, núm. 7 a Noruega i núm. 9 a Nova Zelanda). L'àlbum en si va ser un gran èxit internacional, arribant al Top 10 de nombrosos països.
Ja com un dels grups líders britànics, Level 42, va tocar al concert del Prince's Trust el juny de 1987, amb Eric Clapton a la guitarra principal per a una interpretació de "Running in the Family". King i Lindup també van actuar amb artistes com Ben E. King a "Stand By Me", George Harrison i Ringo Starr a "While My Guitar Gently Weeps".
Malgrat l'èxit, Level 42 va estar a la vora de dividir-se. Tot i que Phil Gould era el membre més visiblement insatisfet, va ser Boon Gould qui va ser el primer que va marxar, que va sortir a finals del 1987, després d'una franja de suport en una gira a Madonna. El membre més tranquil de la banda, Boon va sorprendre tant a King com a Lindup amb la seva sobtada marxa. Tot i això, patia un esgotament nerviós i també volia deixar l'estil de vida d'un músic en constant gira per establir-se i passar més temps amb la seva dona i els seus fills. La relació de Boon amb la banda es va mantenir amigable i, tot i que no tornaria a Level 42 com a membre de la interpretació o gravació, va continuar escrivint lletres per a la banda després de la seva marxa. Va ser substituït temporalment per Paul Gendler (un músic experimentat de sessió que anteriorment havia estat el guitarrista de Modern Romance) per una gira de cap de setmana de sis setmanes i per a més serveis de suport amb Tina Turner.
Al desembre de 1987, a mig camí de la gira, Phil Gould finalment va deixar L42 definitivament. Igual que el seu germà, patia l'esgotament, però la seva relació amb King s'havia trencat una altra vegada i ara els resultava difícil treballar junts. Phil també estava descontent amb la direcció de la banda pel que fa al seu nou so "pop", i King i Lindup no el van convèncer perquè es quedés. Per completar les dates de la gira, el grup va contractar el bateria de Prefab Sprout, Neil Conti, per suplir-lo.

### 1988–1989: La segona formació (Staring at the Sun)

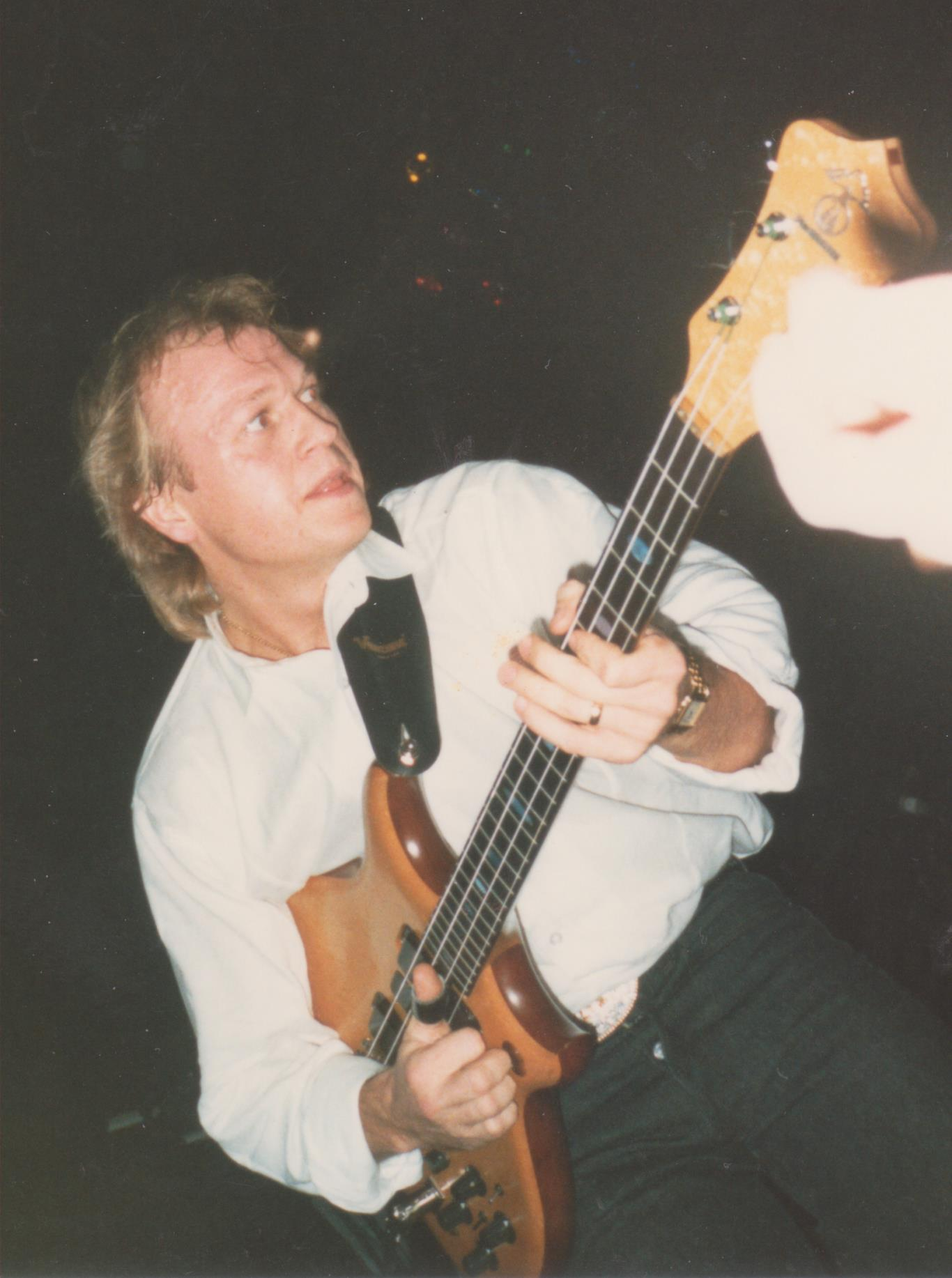
Mark King en un concert en Tel-Aviv, Israel (1988)

Després de la gira, Level 42 va reclutar Gary Husband com a nou bateria a temps complet de la banda. Al seu torn, Husband va recomanar a Steve Topping com a guitarrista de substitució. Tot i això, les personalitats de Topping i King van xocar i Topping va deixar la banda a principis del 1988 després de les primeres sessions d'escriptura i assaig a Dublín. La majoria del proper àlbum de Level 42, Staring at the Sun, es va gravar sense guitarrista permanent. La guitarra rítmica a les gravacions d'estudi va ser gestionada per l'antic amic de la banda, Dominic Miller, o per un Mark King no acreditat. L'abril del 1988, cap al final de les sessions, la banda va contractar el guitarrista principal Alan Murphy (guitarrista de sessió que havia treballat àmpliament amb Kate Bush i que també havia estat membre de Go West).
Staring at the Sun es va estrenar el 1988, arribant al número 2 al Regne Unit i als deu primers llocs en diversos gràfics europeus. Va incloure el solitari "Heaven in My Hands" (número 12 al Regne Unit i també vint primers dels Països Baixos, Noruega, Suïssa). Boon Gould va co-escriure moltes de les cançons amb King, Lindup i Badarou, mentre que a Gary Husband se li va acreditar la seva primera co-escriptura amb King a "Tracie" (un homenatge a l'amor a la infància de King). Per promocionar l'àlbum, L42 va iniciar una gira europea de quatre mesos, que va culminar en sis nits de venda d'entrades a Wembley Arena. Aquestes darreres dates es van gravar per convertir-se en el segon àlbum en viu de la banda, Live At Wembley (publicat finalment el 1996).
Tot i que la banda havia mantingut el seu impuls i s'havia recuperat bé de la divisió de l'equip original, van ser a punt de ser afectats per una greu tragèdia. Desconegut per a la resta del Level 42, el guitarrista Alan Murphy patia de sida, cosa que ell mateix podia haver sabut abans de formar part de la banda. En aquell moment, la seva banda anterior Go West havia quedat bloquejada per desavinences internes, i un dels motius de Murphy per unir-se a L42 va ser assegurar que va passar els últims dies interpretant la música que estimava. Durant 1989, Murphy va contreure pneumònia: afeblit per la seva manca de salut, el seu declivi va ser ràpid i va morir el 19 d'octubre de 1989.
Devastat, L42 va agafar un any de descans per reagrupar-se i repensar-se. Per cobrir el buit i complir el contracte de la banda amb Polydor Records, es va llançar Level Best (una recopilació amb els més grans èxits) a finals de 1989; també marca una dècada des dels inicis de la banda. Durant el descans, Mike Lindup també va gravar i publicar el seu àlbum en solitari debutant, Changes (amb Dominic Miller, Pino Palladino al baix i Manu Katché a la bateria).

### 1990–1992: Tercera i quarta alineacions: àlbum Guaranteed, Allan Holdsworth i Jakko Jakszyk
La banda va signar un nou contracte amb RCA Records el 1990, per a qui van produir el seu proper àlbum, Guaranteed. Tot i que Dominic Miller tornava a ocupar-se de la major part del treball de guitarra rítmica, Gary Husband va demanar a Allan Holdsworth que proporcionés algun treball de guitarra (sobretot a "A Kinder Eye"). A més de bateria, Husband també va tocar teclats i va augmentar el seu paper de compositor, coescrivint moltes cançons amb King, Lindup i Badarou. L'àlbum presenta l'única cançó íntegrament escrita per Husband - "If You Were Mine" - que també va aparèixer a la versió senzill de "Guaranteed". Mark King també va col·laborar amb els lletristes Drew Barfield i George Green per ampliar les lletres de les cançons. Els crítics de música nord-americans van rebre bé Guaranteed. Tanmateix, l'àlbum no va obtenir bones crítiques al Regne Unit(tot i assolir el número 3 en els llistats del Regne Unit, mentre que la pista que donava títol a l'àlbum va assolir el número 17 a les llistes de singles) i va tenir finalment un èxit comercial menor que els treballs anteriors.
Al desembre de 1990, Level 42 va tornar a tocar una sèrie de concerts a Hammersmith Odeon, Londres, en part complint les obligacions agafades abans del recent descans de la banda. Els concerts van comptar amb Allan Holdsworth (a qui Husband havia demanat tocar com a favor mentre la banda buscava un guitarrista permanent), a més de quatre intèrprets addicionals: Lyndon Connah (ex 64 spoons) en teclats i percussió addicionals i compartint cants amb Annie McCaig, a més de la secció de trompa de l'àlbum Guaranteed (John Thirkell i Gary Barnacle).
Després de la gravació de Guaranteed i una gira promocional d'una setmana, el L42 necessitava un guitarrista permanent. Mark King va assumir (erròniament) que Allan Holdsworth no estaria interessat en prendre la posició. En lloc d'això, la banda va contractar un ben respectat guitarrista art-pop, intèrpret de sessió i en algun moment artista solista Jakko Jakszyk: el primer líder de 64 spoons, també havia col·laborat amb Tom Robinson, Sam Brown i Stewart / Gaskin entre d'altres. Tot i que no va tocar en Guaranteed, Jakszyk va aparèixer a la foto de portada de l'àlbum i va participar en tasques promocionals i a la gira per l'àlbum, a més de tocar en dos costats B d'aquesta època ("At This Great Distance" i "As Years Go By ").
A diferència de Husband, Jakszyk mai es va convertir en un membre legal complet de la banda (aparentment a causa de la "política de la companyia discogràfica"). No obstant això, després de la finalització de la promoció de Guaranteed, l'equip King-Lindup-Husband-Jakszyk va començar a escriure i enregistrar nou material junts, amb almenys dues cançons ("Fire" i "Free Your Soul"). Després del següent desenvolupament de la història de la banda, aquest treball va ser conservat i encara no s'ha publicat.

### 1993–1994: cinquena i sisena alineació (incloent el retorn breu de Phil Gould), Forever Now i dissolució
A principis de 1993, Gary Husband va abandonar Level 42, facilitant el retorn del membre fundador del grup Phil Gould com a bateria de L42 (i lletrista principal) per a l'àlbum Forever Now de 1994. Es van fer notables canvis a la banda perquè Jakko Jakszyk no va tocar al disc: totes les guitarres van ser interpretades pel guitarrista de sessió nord-americà Danny Blume (erròniament acreditat com a "Danny Bloom").
Tot i que Forever Now va tenir un èxit de crítica, la reunió de Gould i el grup va ser de curta durada. Quan L42 va començar a promocionar el nou àlbum (amb Jakszyk tornant a la banda en directe per a concerts i aparicions de televisió), Gould va tocar només un concert promocional i no es va pujar als vehicles per fer la gira de Forever Now. Va ser substituït com a bateria en directe per l'amic de Jaksyk i col·laborador freqüent Gavin Harrison (que després va tocar la bateria tant per Porcupine Tree com per a King Crimson).
Es va anunciar a la meitat de la gira Forever Now, el dia del concert en l'Apollo de Manchester, que la banda es dissoldria definitivament en acabant els seus compromisos de concerts. Level 42 va tocar el seu darrer concert a l'Albert Hall de Londres el 14 d'octubre de 1994. Segons Jakszyk, la banda va gravar cintes per a un àlbum en directe durant els últims espectacles de 1994 a l'Albert Hall i a la Brighton Dome que "sonava fantàstic", però el l'àlbum mai va ser llançat.

### 1996–2000: anys solistes de Mark King
El 1996, Mark King va signar amb Virgin Records i va llançar un single "Bitter Moon" en solitari (amb Lyndon Connah tocant teclats). Va ser seguit pel seu segon àlbum en solitari One Man, amb lletres de Boon Gould. L'àlbum no va ser un gran èxit comercial.
Posteriorment King va actuar en solitari, interpretant les seves pròpies noves composicions i alguns favorits del Level 42. El 1999 va tocar alguns espectacles al Jazz Cafe de Londres amb el nom de "The Mark King Group" amb una banda que incloïa Husband, Jakszyk i el company ex 64 spoons de Jakszyk, Lyndon Connah en els teclats. Jakszyk va deixar la banda després dels concerts de Jazz Cafe, per ser substituït a la guitarra per Nathan King (el germà petit de Mark King). Durant els propers dos anys, King va continuar girant amb aquesta banda, ara rebatejada com a "Grupo Mark King", augmentant el nombre de membres amb el saxofonista Sean Freeman.
L'agost de 1999, tres quartes parts de l'alineació original de Level 42 es van reunir per a un xou privat. Phil Gould va convidar a alguns amics músics a tocar en una festa, entre ells el seu germà Boon i Mike Lindup. El 2001, Mark King, Mike Lindup i Phil Gould van tocar junts en el casament de Lindup per primera vegada en deu anys.

### 2001–2005: retorn de Level 42 (setena alineació)
Tot i que Mark King ja tenia dos àlbums en carrera com a solista, la música de la seva banda anterior va resultar ser popular i va comprovar que tocava cançons d'L42 cada vegada més antigues en programes en directe.
King va anunciar el retorn de Level 42. amb una nova alineació que també van passar a ser músics de la seva actual banda en viu: Husband, Connah, Freeman i Nathan King. El 12 de juliol de 2002 es va tocar el primer concert oficial de Level 42 després d'un parèntesi de sis anys a The Circus Tavern en el poble de Purfleet, Essex. Tot i no gravar cap nou material, durant els propers anys la banda es va establir en un patró habitual de gires i interpretació d'èxits antics.
El 13 de febrer de 2005 es va produir una breu reunió d'una nit amb Mike Lindup (que es va unir a la banda a l'escenari per a una cita al The Forum de Londres) i al llarg de l'any es va produir un esclat d'activitat de reedició. Es van publicar en DVD dos espectacles Rockpalast de 1983 i 1984, seguits de dos llançaments de CD: The River Sessions (un programa en directe del 1983 gravat a Escòcia) i una nova recopilació anomenada The Ultimate Collection II. Aquest últim incloïa una nova cançó anomenada "Genius Of Love", que va ser un homenatge / col·laboració de Level 42 amb el productor de dansa italoamericà Hardage, amb Mark King a la veu i incorporant un samplatge de la pista de Level 42 "I Want Eyes".

### 2006–2012:Retroglide, gires posteriors i canvis en l'alineació
Al febrer de 2006, després de dotze anys sense llançar un nou àlbum d'estudi, Level 42 va anunciar el llançament de Retroglide. Mentre es publicava com a àlbum de banda, King el va enregistrar i produir principalment a l'estudi de casa seva, amb la contribució de Gary Husband, Lyndon Connah, Sean Freeman i Nathan King.
Retroglide també va incloure l'entrada de dos membres del anteriors de L42. El guitarrista Boon Gould va proveir les lletres de l'àlbum (a més de contribuir amb un sol de guitarra a "Ship") i la banda es va expandir efectivament a un sextet a través de les àmplies interpretacions de Mike Lindup com a convidat, que va afegir parts destacades del teclat i veu a moltes pistes. Tot i que Phil Gould no va ser acreditat a l'àlbum, la cançó "Ship" és la primera cançó des de 1986 treballada per tots els quatre membres originals, ja que Phil va arranjar la pista originalment amb el seu germà Boon. Tot i això, Retroglide va ser el primer àlbum de L42 que no va incloure cap contribució de Wally Badarou.
Al maig del 2006, L42 va anunciar que Mike Lindup tornaria a temps complet per substituir Lyndon Connah als teclats.
Retroglide es va promoure mitjançant una gira de suport a tot el Regne Unit, Països Baixos, Alemanya i diversos altres països europeus durant l'octubre de 2006. El 26 d'agost de 2007, Level 42 va tocar un concert a l'aire lliure al Festival Arundel de West Sussex: l'únic espectacle de la banda al Regne Unit de l'any. El 2008, Level 42 va tocar durant una gira de vint-i-dos dies al Regne Unit.
El 2010, Husband va abandonar per segona vegada la plaça de bateria de Level 42, a causa dels compromisos previs amb John McLaughlin. Husband va ser substituït per Pete Ray Biggin.
El 2012, L42 va recórrer el Regne Unit i l'Europa continental, amb motiu del 25è aniversari des del llançament de Running In The Family, tocant tot l'àlbum, amb tota una sèrie d'altres èxits. També es va incloure als espectacles un conjunt acústic, amb Mike Lindup tocant l'acordió. A l'octubre de 2012, el dia de l'aniversari de Mark King durant una trobada a Bristol, Boon Gould es va incorporar a la banda a l'escenari.

### 2013 – present: Sèrie d'EP“Sirens”i reintegrament amb el dance pop contemporani

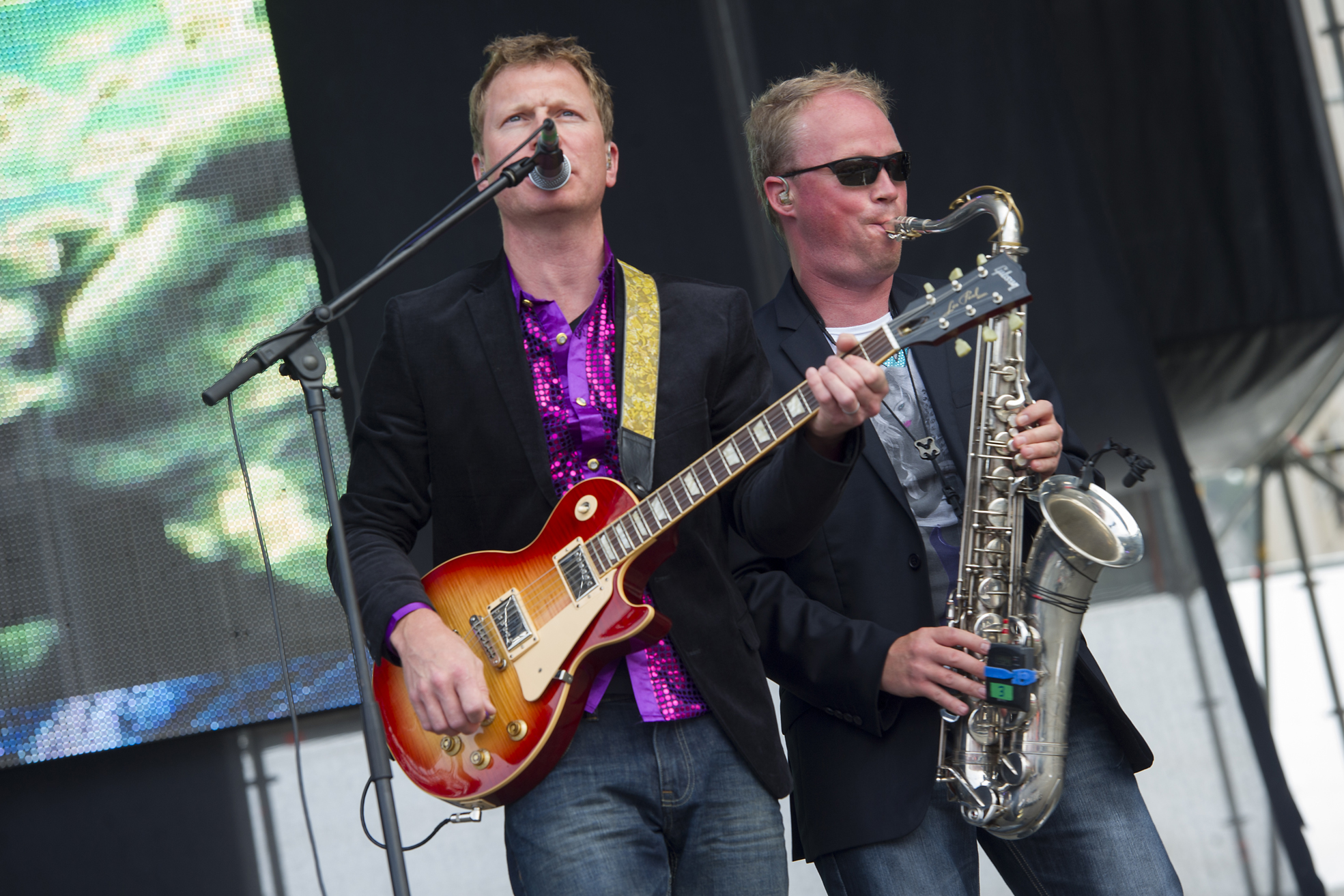
Nathan, Guitarrista i Sean, saxofonista de Level 42 en el Gibraltar Music Festival, 7 de setembre de 2013

Els dies 20 i 21 de setembre de 2013, L42 (unit a una secció de metall d'ampliació), va interpretar tres cançons noves a l'Indigo O2 Arena de Londres - "Where's Yo 'Head At", "Too Much Time" i "Sirens". Totes elles aparegudes en el primer llançament de la banda durant set anys, l'EP d'estudi amb sis cançons titulat "Sirens" (llançat el 31 d'octubre de 2013 i la primera sortida del nou segell propi de la banda, Level 42 Records). Barrejat pel DJ nord-americà John Morales, l'EP també contenia "Mind On You", "My Independence Day" i "Build Myself a Rocket" (amb la filla de King, Marlee cantant en darrer d'aquests temes). Musicalment, es va basar en el plantejament productiu de Retroglide i alhora amb desenvolupaments contemporanis en R&B i dansa electrònica.

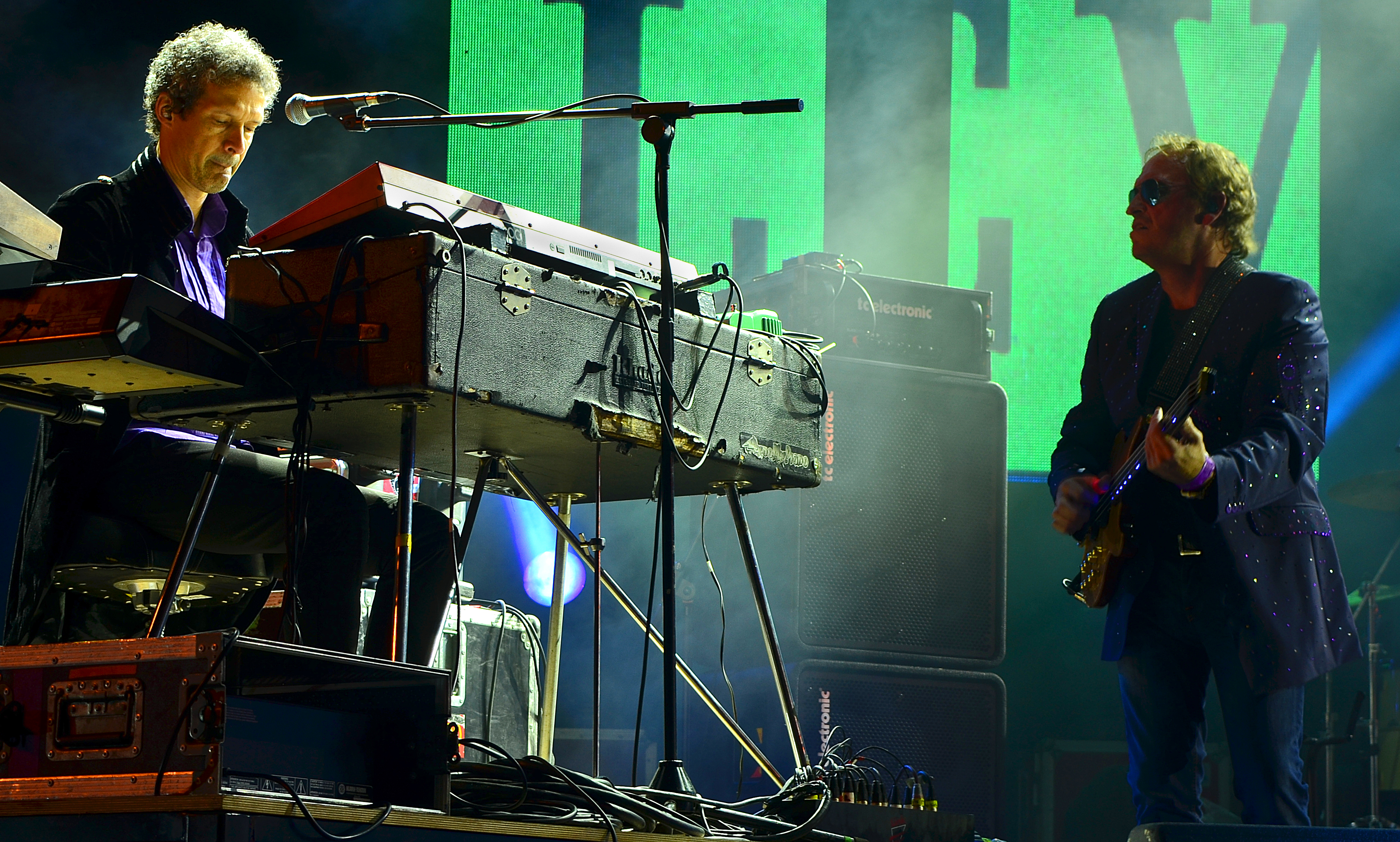
Mike Lindup i Mark King en el "Let's Rock Bristol" 8 de juny de 2014

El 3 de desembre de 2013, la banda va anunciar "The Sirens Tour": una gira de 30 dates, que va començar a l'octubre de 2014 i va tenir lloc al Regne Unit, Països Baixos, Alemanya i Itàlia. A l'estiu de 2014, la banda va actuar en diversos festivals a tot Europa, incloent-hi actuacions titulars a Let's Rock Bristol i Rochester Castle. També van tocar als festivals de Rewind. En una actuació a Bournemouth, l'ex baterista Gary Husband va tornar perquè Pete Ray Biggin no estava disponible.
El 2015, la banda va aparèixer en diversos festivals del Regne Unit i d'Europa amb els seus concerts 'Let's Rock The Moor' i 'Carfest'. També van tocar dues nits a l'Indigo O2 de Londres, on la banda va tornar a comptar amb una secció de metall més gran formada per Dan Carpenter (trompeta) i Nicol Thomson (trombó) i el saxofonista habitual Sean Freeman.
El 2016, L42 va actuar a diversos festivals del Regne Unit i Europa, així com a Curaçao, Xile i Argentina, abans de començar una gira pel Regne Unit, Països Baixos i Escandinaus per promoure l'EP "Sirens II".
L'1 de maig de 2019, es va anunciar que Boon Gould havia estat trobat mort a la seva casa de Dorset. Tenia 64 anys.

## Membres actuals
- Mark King – baix, veus, percussió (1979–1994, 2001–present)
- Mike Lindup – teclats, sintetitzadors, piano, veus (1979–1994, 2006–present)
- Nathan King – guitarra, veus d'acompanyament (2001–present)
- Sean "Skip" Freeman – saxo, veus d'acompanyament (2001–present)
- Pete Ray Biggin – tambors, percussió (2010–present)
- Dan Carpenter – trompeta, veus d'acompanyament, percussió (2013–present)
- Nichol Thomson – trombó, veus d'acompanyament, percussió (2013–present)

## Discografia
Àlbums d'estudi
- Level 42 (1981)
- Strategy / The Early Tapes (1982)
- The Pursuit of Accidents (1982)
- Standing in the Light (1983)
- True Colours (1984)
- World Machine (1985)
- Running in the Family (1987)
- Staring at the Sun (1988)
- Guaranteed (1991)
- Forever Now (1994)
- Retroglide (2006)